# P/2010 A2
P/2010 A2 (LINEAR)是一顆太陽系小天體，同時具有彗星也有小行星特徵，因此天文學家在命名上一開始是給予彗星的名字。後來，它的軌道被證實是在小行星的主帶，並且有著彗星樣的尾巴，它就被分類為主帶彗星。
分析來自哈伯太空望遠鏡的影像，顯示它的尾巴是由與其他的小行星碰撞產生的乾燥灰塵和礫石組成，而不是從彗星狀的冰升華產生的。 核的位置明顯的偏向一側不在尾巴的軸線上，並且在塵埃暈之外，這是在其它的彗星上從沒有見過的現象。尾部是由毫米大小的顆粒組成，因此會被太陽輻射壓力推離。

## 發現

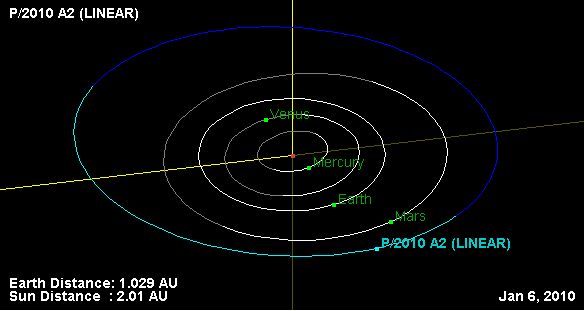
P/2010 A2彗星被發現時所在的軌道位置

P/2010 A2是在2010年1月6日被林肯近地小行星研究小組(LINEAR)使用1米(36英吋)的反射望遠鏡裝配CCD照相機發現的，它被觀測了26天，由弧長推算軌道週期約3.5年，精確的軌道細節還需要再精鍊才能更準確的模擬軌道。它大約在被發現之前的一個月，於2009年12月初通過近日點(最接近太陽)。

## 性質
由於遠日點(離太陽最遠)只有2.6天文單位 ，P/2010 A2 終其一生都位於2.7天文單位的凍結線內側。在凍結線的內側，揮發性冰是較為常見的。雖然並未偵測到氣體或是水蒸氣的成分，但是仍未能排除P/2010 A2的尾巴可以從隱藏在地殼下的冰昇華釋氣而形成 。
P/2010 A2的直徑大約是150米(460英呎)，而剛發現時就懷疑他的直徑不超500米。
另一個天體，在2006年發現的半人馬60558 Echeclus，也被懷疑是釋氣的結果才成為一個不確定的分裂事件。
P/2010 A2的軌道與花神星族的成員相符，這個族群是由約一億多年前碰撞的碎片產生的。可能是造成恐龍滅絕罪魁禍首的K/T撞擊者，也有可能來自於花神星族。
| 碎屑場？ P/2010 A2可能是兩個非常小的天體在最近的碰撞中殘留下的碎片形成的。 | 彗核 猜測的 彗核在碎屑場的左下方 |

## 外部連結
- Orbital simulation（页面存档备份，存于） from JPL (Java) / Horizons Ephemeris（页面存档备份，存于）
- Image of Comet P/2010 A2（页面存档备份，存于） (Muler 12" Meade LX200)
- The Curious Case of Comet LINEAR（页面存档备份，存于） (1.8-m telescope on Kitt Peak)
- Suspected Asteroid Collision Leaves Odd X-Pattern of Trailing Debris（页面存档备份，存于） (Hubble Space Telescope WFC3 2010 January 29 image)